# Anectropis
Anectropis is een geslacht van vlinders van de familie spanners (Geometridae), uit de onderfamilie Ennominae.

## Soorten
- A. fumigata Sato, 1991
- A. ningpoaria Leech, 1891
- A. semifascia Bastelberger, 1909
- A. tapaishanensis Sato